# Protoxerula
Protoxerula — рід грибів родини Physalacriaceae. Назва вперше опублікована 2010 року.